# پپرومیا کاپراتا
پپرومیا کاپراتا (نام علمی: Peperomia caperata) نام یک گونه از سرده قاشقی است.